# 君と一緒に
『君と一緒に』（きみといっしょに）は、株式会社インパクトより運営されていたソーシャルゲーム。ジャンルは恋愛アドベンチャーゲーム。
2010年9月29日、モバゲータウン（後のMobage）にてサービスを開始。同年10月開設のYahoo!モバゲーでのプレイにも対応。2011年3月1日よりGREE（グリゲー）でもサービスを開始。
2013年2月28日をもって全てのプラットフォームにおけるサービスを終了した。

## システム
各キャラクターと「トーク」をすることで好感度を上げ、好感度が一定に達すると、特定の日時を指定してデートイベントが発生する。好感度の上昇には、プレイヤーとキャラクターの血液型によって設定される相性ポイントが加味される。
基本利用は無料でアイテム課金制を採用。有料アイテムにはパラメータ上昇アイテム・キャラクターボイスなどがある。
ライバルバトル
先述の相性ポイントを上昇させるためのイベント。他ユーザーとのバトルに勝利すればポイントが増加する。獲得した好感度のランキングによって勝敗が左右される。

## キャラクター

### ヒロイン
立花 茜（たちばな あかね）
- 声：伊藤静　キャラクターデザイン：有葉

原田 泰子（はらだ たいこ）
- 声：中原麻衣　キャラクターデザイン：トモセシュンサク

伊藤 真紀（いとう まき）
- 声：花澤香菜　キャラクターデザイン：憂姫はぐれ

笹野 恵理（ささの えり）
- 声：小清水亜美　キャラクターデザイン：のり太

本条 真奈美（ほんじょう まなみ）
- 声：能登麻美子　キャラクターデザイン：唯々月たすく

### 期間限定ヒロイン
美澄 千紗（みすみ ちさ）
- 声：下屋則子　キャラクターデザイン：有葉

2nd Season（2010年12月～2011年2月）限定キャラクター。
すーぱーそに子
- 声：非公表　キャラクターデザイン：津路参汰

3rd Season（2011年3月～5月）限定キャラクター。
中島 瑞穂（なかじま みずほ）
- 声：竹達彩奈　キャラクターデザイン：和泉つばす

4th Season（2011年6月～8月）限定キャラクター。
松下 唯（まつした ゆい）
- 声：松下唯（SKE48）　キャラクターデザイン：西又葵

秦 佐和子（はた さわこ）
- 声：秦佐和子（SKE48）　キャラクターデザイン：西又葵

2011年9月限定キャラクター。
月城 みみ（つきしろ - ）
- 声：いのくちゆか　キャラクターデザイン：ぽよよんろっく

5th Season（2011年10月～12月）限定キャラクター。

### サブキャラクター
芽衣（めい）
- 声：なし　キャラクターデザイン：くすくす

伊藤 大輔（いとう だいすけ）
- 声：なし　キャラクターデザイン：ちょちょ

笹野 輝彦（ささの てるひこ）
- 声：なし　キャラクターデザイン：ちょちょ

## 関連商品
イメージソング
2011年8月、『Be with You』が配信限定でリリースされた。立花茜バージョン・原田泰子バージョンの2種類がある。
書籍
- 『マジキュー4コマ 君と一緒に』（エンターブレイン、2012年2月25日発売）
- 『君と一緒に オフィシャル・ビジュアルブック』（アスキー・メディアワークス、2012年3月27日発売）

## 君と一緒に2
2011年12月、続編にあたる「君と一緒に2」の製作が発表され、2012年4月16日にmobage・Yahoo!モバゲーで、同年7月にGREE・mixiで配信開始。2012年6月28日からはmobageにおいてスマートフォンに対応し、フィーチャーフォンに登場することのないキャラクターが追加された。2013年7月31日、全サイトで配信終了した。

### キャラクター

#### ヒロイン
秋山 涼香（あきやま りょうか）
- 声：井ノ上奈々　キャラクターデザイン：深崎暮人

一之瀬 愛（いちのせ あい）
- 声：瀬戸麻沙美　キャラクターデザイン：唯々月たすく

藤森 渚（ふじもり なぎさ）
- 声：後藤邑子　キャラクターデザイン：のり太

長澤 香織（ながさわ かおり）
- 声：沼倉愛美　キャラクターデザイン：有葉

小早川 佐奈（こばやかわ さな）
- 声：東山奈央　キャラクターデザイン：黒谷忍

### 期間限定ヒロイン
木戸 曜子（きど ようこ）
- 声：金元寿子　キャラクターデザイン：遙華ナツキ

長澤 さゆり（ながさわ - ）
- 声：三森すずこ　キャラクターデザイン：さんた茉莉

高柳 明音（たかやなぎ あかね）
- 声：高柳明音（二次元同好会（SKE48のサークル））　キャラクターデザイン：西又葵

2012年5月～2012年6月限定キャラクター。
矢方 美紀（やかた みき）
- 声：矢方美紀（二次元同好会（SKE48のサークル））　キャラクターデザイン：西又葵

2012年5月～2012年6月限定キャラクター。
古川 愛李（ふるかわ あいり）
- 声：古川愛李（二次元同好会（SKE48のサークル））　キャラクターデザイン：西又葵

2012年5月～2012年6月限定キャラクター。